# Tappe Sialk

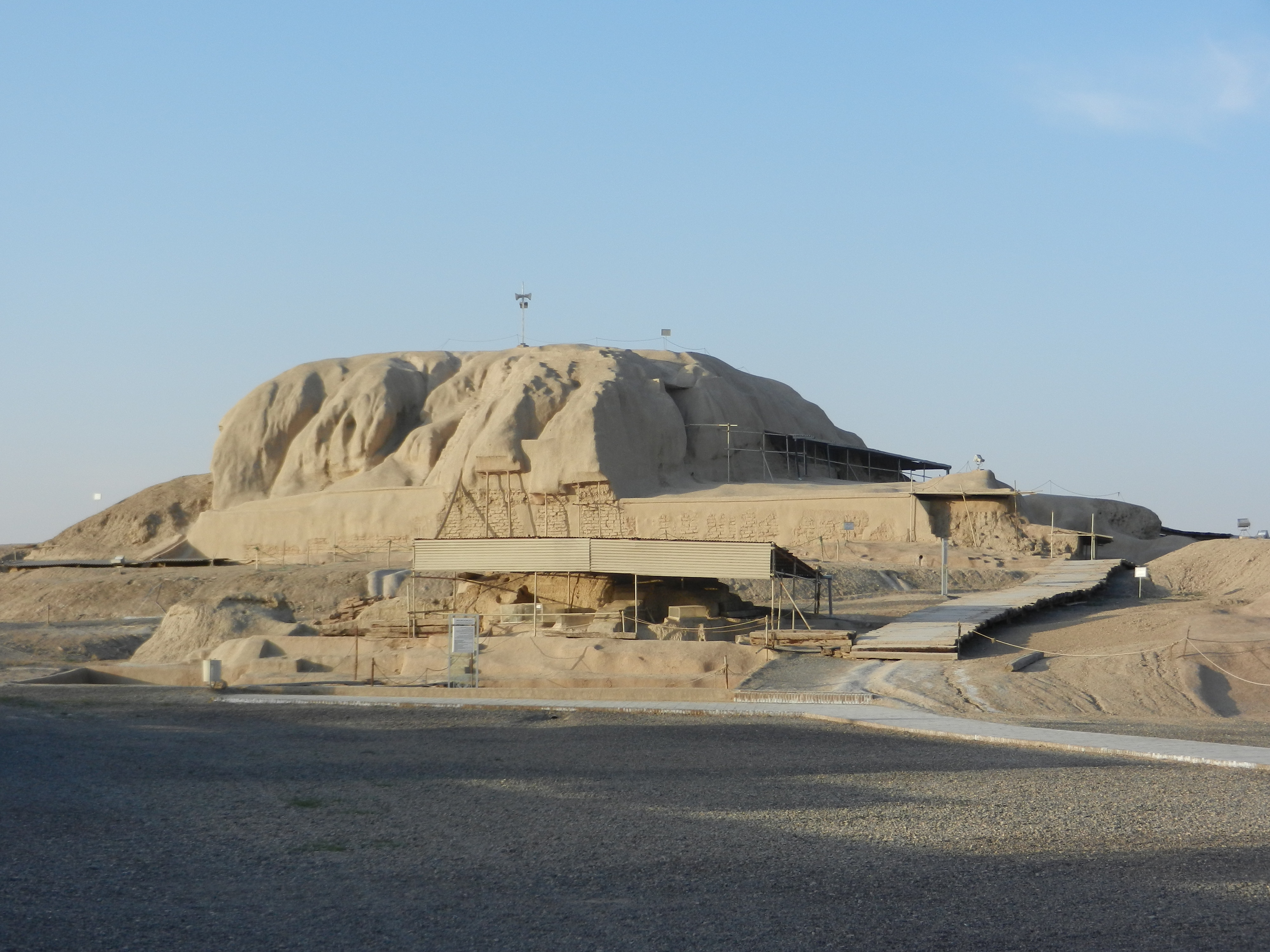
Tepe Sialk

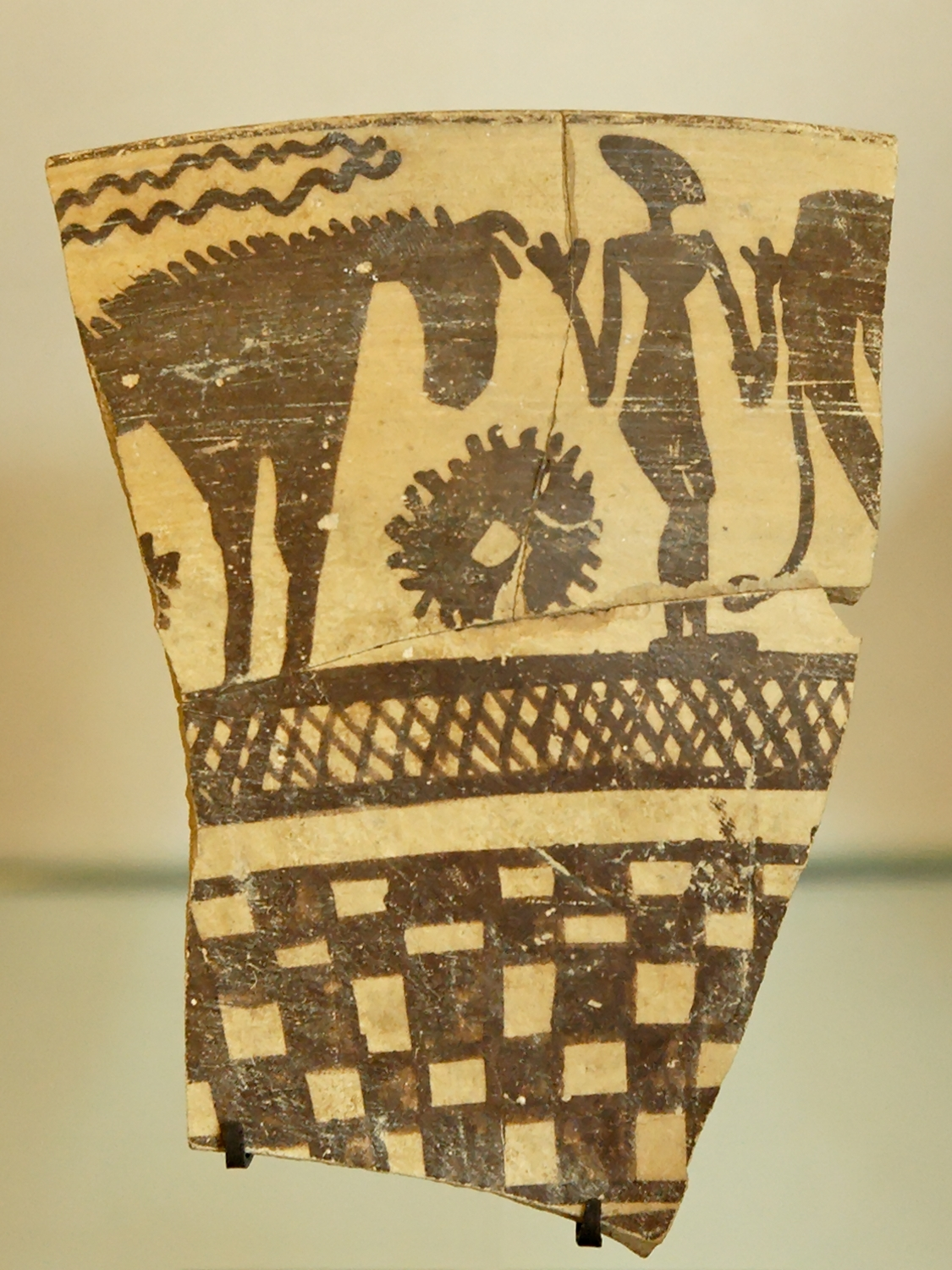
Keramikscherbe, Tappe Sialk III, 4. Jahrtausend v. Chr.

Tappe Sialk oder Tepe Siyalk (Tappe bzw. Tepe ist die persische Form von Tepe/Teppe: „Hügel“), oder kurz Siyalk (auch Sialk), ist die Bezeichnung zweier Ruinenhügel im Iran drei Kilometer südwestlich der Stadt Kaschan in etwa 1000 Meter Höhe zwischen Teheran und Isfahan. Die prähistorischen Fundstellen am Westrand des mitteliranischen Wüstengebietes liegen in der Nähe des Fin-Gartens mit seinen ergiebigen Wasserquellen, die schon seit alters her die Menschen anzogen.
Bei französischen Ausgrabungen unter Leitung von Roman Ghirshman von 1933 bis 1938 wurden im nördlichen, älteren Tappe Sialk A (Tepe Siyalk I und II) Reste von Schilfhütten und Stampflehmhäuser aus dem 6. Jahrtausend v. Chr. sowie Lehmziegelhäuser aus dem 5. und 4. Jahrtausend gefunden. Aus dem 3. Jahrtausend stammen proto-elamitische Schrifttäfelchen und Rollsiegel. Die Keramik von Siyalk I (etwa der Samarra-Halaf-Stufe in Mesopotamien entsprechend) aus hellbraunem Ton zeigt schwarze Bemalung mit geometrischen Mustern. Einige Keramiken zeigen Ähnlichkeiten zu Funden in Turang-tepe und Dscheitun.
Der jüngere Tappe Sialk B (Tepe Siyalk III und IV) im Süden besteht aus einer Terrassenanlage aus dem 3. Jahrtausend v. Chr. und gesondert gelegenen Nekropolen. Die Stufe Siyalk IV zeigt erstmals Rollsiegel und mit proto-elamischer Schrift versehene Tontafeln.
Im 1. Jahrtausend v. Chr. bestand auf dem Südhügel von Siyalk eine Festungsanlage. Die Siedlung war für etwa ein Jahrtausend verlassen und wurde Mitte des 2. Jahrtausends von neu eingewanderten indoeuropäischen Völkern wieder besiedelt. Die Funde aus dieser Epoche stammen überwiegend aus den Nekropolen, bei deren Grabbeigaben unter anderem Zaumzeug und bemalte Kannen gefunden wurden. Einige Funde gehören zur Gruppe der Luristanbronzen. Da sie in situ gefunden wurden, sind sie bedeutend für die Erstellung einer Systematik der Luristanbronzen, die sonst meist aus dem Schwarzmarkt stammen.
Die Archäologin Erika Bleibtreu nennt als Fundstätten Tepe Siyalk I, Tepe Siyalk II (bzw. Stufe Siyalk II, etwa 4500 bis 3900 v. Chr.), Tepe Siyalk III (deren Siedlung wohl gewaltsam zerstört und eingeäschert wurde), Tepe Siyalk IV (bzw. Stufe Siyalk IV, ausgehendes 4. und beginnendes 3. Jahrtausend v. Chr.) und (mit eisenzeitlichen Schichten und darin gefundenen Nekropolen) Tepe Siyalk V und Tepe Siyalk VI.
Von 1999 bis 2004 wurde die Erforschung der beiden Hügel von iranischen Archäologen unter Leitung von Sadegh Malek Shahmirzadi weitergeführt. Dabei zeigte sich, dass die Zikkurat etwa aus der Zeit um 2900 v. Chr. stammt, also etwa 800 Jahre älter ist als die Zikkurat des Mondgottes Nanna in Ur. Dabei wurden Metallschlacken gefunden, die von den Archäometallurgen der Bergakademie Freiberg untersucht wurden. Grabungen des Deutschen Archäologischen Instituts in der prähistorischen Siedlung Arisman 60 km südöstlich von Tappe Sialk belegen, dass die Verhüttung von Kupfererzen im zentraliranischen Hochland im 5. Jahrtausend v. Chr. begann.